# Hôtel de préfecture de la Loire-Atlantique
L'hôtel de préfecture de la Loire-Atlantique est un bâtiment situé à Nantes, en France. Il est le siège de la préfecture du département de la Loire-Atlantique.

## Localisation
L'édifice qui se trouve dans le centre-ville de Nantes, donne côté nord sur le quai Ceineray (qui borde l'Erdre), côté sud sur la place Roger-Salengro.

## Historique

### Ancien bâtiment

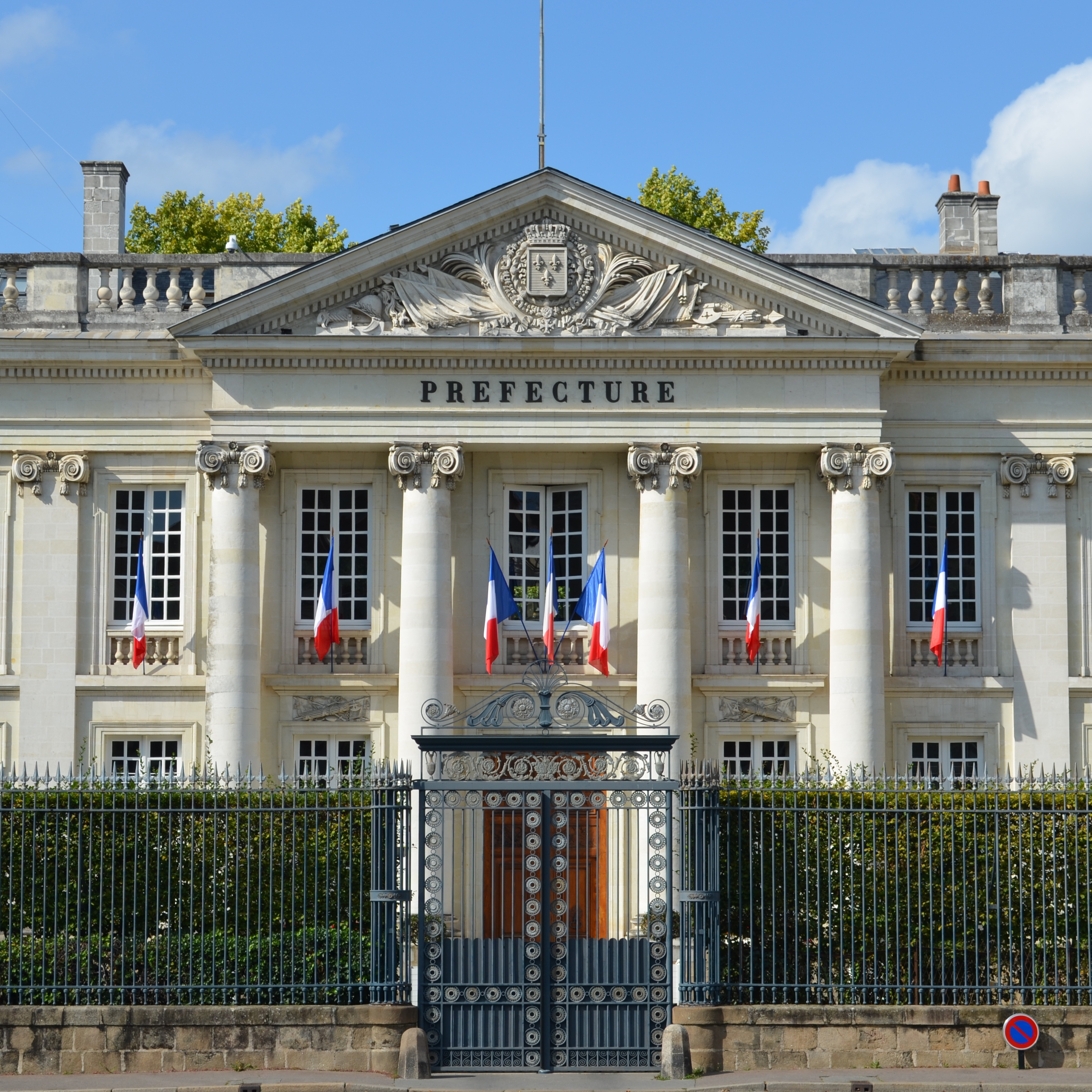
Entrée principale

L'installation à Nantes de la chambre des comptes de Bretagne est décidée par Anne de Bretagne en 1492. Puis Louis XII fait acheter les terrains du couvent des Cordeliers pour accueillir le bâtiment. Celui-ci, dont la construction commence sous François Ier à partir de 1515, est achevé sous le règne d'Henri II en 1553. La Chambre des comptes, sur sa façade nord, longe les remparts existants le long de la rive de l'Erdre.
Outre la chambre des comptes, l'édifice doit dès l'origine abriter les archives de la province de Bretagne. Le poids de l'ensemble des documents détériore l'ouvrage au fil du temps, si bien qu'au XVIIIe siècle, les étais disposés pour renforcer les sols ne suffisent plus. L'architecte Pierre Vigné de Vigny propose en 1755 un plan général comprenant le projet d'une nouvelle Chambre des comptes devant une place en hémicycle. En 1759, une commission d'experts déclare le bâtiment vétuste,.

### Réalisation de Jean-Baptiste Ceineray
Lorsque Jean-Baptiste Ceineray (1722-1811)  devient architecte de la ville en 1759, la reconstruction de cet immeuble fait partie de ses missions. Ce bâtiment est un des tout premiers dont il dresse le plan (après ceux du théâtre et d'une halle aux blés), et le seul édifice public dont il ait effectué la totalité de la réalisation. En 1760, il dresse un plan, approuvé, et établit un devis, et fait figurer l'ouvrage dans le projet d'ensemble de l'urbanisation de la ville que l'architecte élabore en 1761, année au cours de laquelle il augmente le devis initial de 20 % environ. Partie intégrante du projet, il prévoit une vaste place devant la façade sud, entrée principale de l'édifice.
En 1761, Ceineray propose de modifier l'implantation de l'ouvrage, héritée du plan de Vigné de Vigny de 1755. Il ne reste pas de trace de cette proposition, Georges Durville rapporte qu'elle plaçait l'édifice sur le terrain des Cordeliers un peu plus au sud. Finalement, le plan définitif de 1762 reprend l'emplacement initial : à l'arrière et un peu à l'est de l'ancien bâtiment, dont la façade se trouvait au niveau de la grille actuelle. En raison de nature du terrain, composé d'alluvions de l'Erdre jusqu'à une profondeur de deux mètres sous le lit de la rivière, les fondations sont faites sur pilotis.
La première pierre est posée le 6 septembre 1763. Des matériaux récupérés lors de la démolition des remparts sont utilisés. En 1769, le gros œuvre est achevé. Mais les travaux sont ralentis. En 1768, le duc d'Aiguillon, gouverneur de la province de Bretagne, favorable au projet, quitte ses fonctions. Puis une querelle oppose les États de Bretagne et l’administration royale. Deux écus figuraient aux frontons de l'édifice : les armes de France sur la façade principale au sud, les armes de Bretagne au nord. Les membres des États veulent des écus portant les deux symboles des deux côtés. De plus, le projet rencontre un problème financier. Les dépenses dépassent largement le devis. En 1774, un incendie se déclare au couvent des Cordeliers, menaçant de détruire les archives qui y sont momentanément déposées. À la suite de cet incident, en 1775, le conseil d'État ordonne la reprise des travaux. Ceineray, malade, cède sa place à l'ingénieur Grolleau.
Le travail de Ceineray subit les critiques véhémentes de Hénon, dessinateur se prétendant architecte. Celui-ci, en 1778, déclare constater des malfaçons dans la conception du grand escalier de l'édifice. Ceineray ne se défend pas lui-même, mais l'architecte du roi Jean-Rodolphe Perronet, l'ancien maire Jean-Baptiste Gellée de Prémion, l'architecte François Cacault entre autres prennent son parti. Finalement, au terme de deux ans de polémique, c'est un rapport de Mathurin Crucy, jeune architecte formé par Ceineray, qui met hors de cause le travail de celui-ci.
Durant cette période, l'avancée du chantier est ralentie, mais se poursuit. 1778 est l'année où Charles-Guillaume Robinot-Bertrand réalise les sculptures. En conflit avec le Conseil de ville, les membres de la Chambre des comptes siègent à Redon en 1780, année où Sébastien Leysner (1728-1781), sculpteur allemand installé à Angers, réalise les cheminées. En 1782, la décoration intérieure est achevée, et la chambre des comptes de Bretagne occupe les locaux. En mai 1783, la chapelle du bâtiment reçoit la bénédiction.
La Chambre des comptes, supprimée en septembre 1790 par l'Assemblée constituante, n'occupe les lieux que moins de dix ans.

### Hôtel de préfecture
En 1800, le bâtiment est confié à l'administration départementale, et devient hôtel de préfecture. En 1825-1826 des travaux sont conduits par l'architecte François-Jean-Baptiste Ogée (1760-1845) pour doter l'endroit d'un logement pour le préfet : deux ailes sont ajoutées. Un jardin fermé par une grille est créé devant la façade sud en 1829.
La préfecture est inscrite au titre des monuments historiques le 26 février 1947.

## Architecture

### Extérieur
Jean-Baptiste Ceineray s'inspire de l'« architecture royale » de l'époque, promue par Ange-Jacques Gabriel (1698-1782) et Jacques-François Blondel (1705-1774).
Le bâtiment est de forme rectangulaire, il est trois fois plus long que large, et, n'ayant qu'un étage au-dessus du rez-de-chaussée, il apparaît très allongé. Initialement, il n'y avait pas d'accès sur la façade nord (quai Ceineray), qui présente deux portes simples au niveau du soubassement. Ce dernier recèle une cave voûtée, destinée à l'origine à recevoir les archives. L'entrée principale se situe sur la place Roger-Salengro.
Comme toute l’œuvre de Jean-Baptiste Ceineray, l'hôtel est conçu selon les règles de l'architecture néoclassique. Le bâtiment est symétrique, et présente au centre de chaque façade un portique à quatre colonnes ioniques de trois pieds et six pouces de diamètre, reposant sur le même socle. Au-dessus, les frontons triangulaire sont ornés, côté sud des armes du roi de France, et côté nord de celles de la province de Bretagne. Ils ont à leur base une frise composée d'un bandeau sans décor et une corniche à denticules. Les deux arrière-corps se fond dans la composition du reste des deux façades. Chacune présente deux rangées de douze fenêtres à plate-bande dotée d'une agrafe. Côté sud, des pilastres courant sur toute la hauteur séparent les ouvertures ; la porte centrale est à deux vantaux, on trouve autour des sculptures de Charles Robinot-Bertrand (1747-1822) sur le thème de la religion et de la justice. Les angles sont agrémentés de refends.
Les façades latérales respectent la même composition que les autres, avec en outre cinq baies aux agrafes ouvragées, des chaînes d’angles et des chaînes de pierres à refend. Au centre, une porte-fenêtre surmontée d'une baie de plein-cintre permet l'accès.
Le soubassement est plus élevé côté nord, du fait du dénivelé. Côté sud, un perron de cinq niveaux permet l'accès à la porte. Les combles sont masqués par une balustrade de pierre dans le prolongement de la façade, formant un toit-terrasse.
La perception du bâtiment a été modifiée par l'ajout, au XIXe siècle, d'un jardin clos par une grille, éléments qui masquent le soubassement côté sud, et donnent à l'édifice un aspect aplati. La vue côté Erdre donne une idée de ce qu'a pu être le site avant ces aménagements. De plus, les bâtiments latéraux, construits au XIXe siècle, écrasent le monument. Cette impression est renforcée par les immeubles construits autour de la place Roger-Salengro, dont l'élévation n'a pas été choisie en fonction de la mise en valeur de l'hôtel de préfecture. À ceci s'ajoute la position de l'édifice, en contrebas de la cathédrale, ce qui accentue l'écrasement, et la configuration de la rue Royale, pourtant exceptionnellement large pour l'époque où elle a été percée.

### Intérieur
À l'origine, le rez-de-chaussée est distribué par un grand vestibule dont le plafond est orné de fleurs de lys. Sur la partie est du bâtiment, quatre salles voûtées sont destinées à accueillir les archives. Une entrée latérale rend indépendant l'accès à celles-ci. Dans la partie ouest se trouvent la buvette, le greffe et les appartements privés.
La communication avec l'étage supérieur se fait par un escalier double monumental, doté de deux rampes à balustres. Le palier est soutenu par deux colonnes ioniques cannelées.
L'étage présente deux pièces principales. La salle des procureurs, directement accessible par le palier, mesure 58 pieds sur 30. Les murs sont décorés de pilastres et de tablettes sur fond de fleurs de lys, d'hermine et de sculptures. Cette grande pièce est desservie par huit portes à doubles vantaux. L'autre pièce principale est la salle d'audience, dont trois des murs sont couverts de lambris. Les autres pièces sont des bureaux et logements qui communiquent avec ceux du rez-de-chaussée par quatre escaliers indépendants, et la chapelle.

### Critique de l’œuvre
Stendhal a émis, dans Mémoires d'un touriste, un jugement sans appel sur le monument : « (...) un grand bâtiment gallo-grec d'une architecture nigaude comme l'École de médecine à Paris. ». Cependant, le palais de la chambre des comptes de Bretagne est considéré comme une pièce maîtresse de l’œuvre de Jean-Baptiste Ceineray,. Pierre Lelièvre juge que Ceineray aurait pu tirer un meilleur parti du site, et que, si le monument est dévalorisé par les ajouts postérieurs dus à d'autres architectes, l’œuvre n'aurait sans cela été, au mieux, que banale, bien qu'harmonieuse et estimable. Hélène Rousteau-Chambon est plus positive, qualifie l'ouvrage de chef-d’œuvre, de coup d'éclat, et distingue cette réalisation parmi celles de l'architecte par le choix de Ceineray, réussi selon elle, d'emprunter le vocabulaire architectural de ses collègues parisiens contemporains.